# Quagliuzzo
Quagliuzzo – miejscowość i gmina we Włoszech, w regionie Piemont, w prowincji Turyn.
Według danych na rok 2004 gminę zamieszkiwało 321 osób, 321 os./km².